# Hispano-Suiza 12Z
Le moteur Hispano-Suiza 12Z, ou Type 89 pour le constructeur, est un V12 d'aviation développé à la fin des années 1930 par la société française Hispano-Suiza. Il représente l'ultime évolution des V12 de la compagnie.

## Contexte
Le Hispano-Suiza 12Y est produit en série à partie de 1932 et connait des évolutions successives. A la veille de la seconde guerre mondiale, ce moteur, dans des versions développant environ 900 chevaux, équipe les vaillants chasseurs Morane-Saulnier MS.406 et Dewoitine D.520 qui défendent le ciel français. Ce moteur a cependant une dizaine d'années de retard par rapport à ce qui existe de mieux en Allemagne, au Royaume-Uni et aux Etats-Unis. Il n'est cependant pas arrivé aux limites de son potentiel d'évolution, comme le prouve d'ailleurs son développement ultérieur en URSS (à partir de la licence vendue à Klimov). Le 12Z est lancé dans l'urgence afin de disposer d'un moteur plus performant.

## Développement initial
Evolution directe du 12Y, le 12Z en reprend les principales dimensions et caractéristiques. Il peut donc être monté dans les avions conçus pour le 12Y. La cylindrée, par exemple, reste inchangée (36 litres). La principale évolution concerne la distribution : il y a quatre soupapes par cylindres (deux d'admission et deux d'échappement), au lieu de deux, et par conséquent, pour les commander, deux arbres à cames au dessus de chaque ligne de cylindres. Ce changement permet d'améliorer l'efficacité du renouvellement d'air, et par conséquent d'augmenter le régime moteur. Dans sa première version, le 12Z développe 1 200 chevaux au décollage.

## Essais en 1940
Le premier avion à voler avec un 12Z-01 est un Dewoitine D.520 modifié (qui prend alors la désignation D.524) début 1940. Le moteur est remplacé par un Zter en juin, mais l'avion n'a pas le temps de voler dans cette configuration avant l'armistice de 1940. Parallèlement, des 12Z sont aussi installé sur une cellule de chasseur Morane Saulnier, et sur une version de l'élégant bombardier bimoteur Amiot 350 (désignée 357). En mars, des contacts infructueux sont amorcés avec Ford, à Détroit, dans l'espoir de produire le moteur aux Etats-Unis, afin de pouvoir en disposer rapidement d'un grand nombre.

## Pendant la guerre
L'équipe de Hispano Suiza, déménagée à Tarbes, continue à travailler sur le 12Z pendant la guerre. La maison-mère en Espagne tente aussi de développer le moteur, avec le projet de le produire en Espagne, notamment pour le Hispano Aviación 1112. Cependant, aucune production en grande série n'est jamais amorcée.